# Historia gier komputerowych (czwarta generacja)
W historii gier komputerowych era 16-bitowców była czwartą generacją konsol do gier. Jej początek datuje się na 30 października 1987 roku, kiedy to zadebiutowała konsola TurboGrafx-16. Jednocześnie konsola ta zyskała popularność przede wszystkim na rynku japońskim, a nie w Ameryce Północnej. Era ta zdominowana była przez konsole Super Nintendo Entertainment System i Sega Mega Drive (znaną również jako Sega Genesis). Intensywna rywalizacja tych konsol przyczyniła się do ukształtowania jednego z najbardziej konkurencyjnych etapów w historii gier komputerowych na rynku północnoamerykańskim. W tym samym czasie na popularności zaczęły zyskiwać także przenośne konsole do gier z wymiennymi kartridżami, takie jak Nintendo Game Boy, Atari Lynx, Sega Game Gear i TurboExpress. Równolegle na rynku pojawiły się napędy CD-ROM jako rozszerzenia sprzętowe dla konsol: Sega Mega-CD oraz TurboGrafx-CD.

## Historia

### Początki
Sega i NEC wprowadziły na rynek konsole Genesis i TurboGrafx-16 tuż przed świętami Bożego Narodzenia w 1987 roku. Obydwa systemy zdobyły znaczną popularność, mimo że Nintendo posiadało wówczas około 90% udziałów w rynku gier wideo dzięki konsoli Nintendo Entertainment System, co dowodziło, że rynek był gotowy na przyjęcie nowych technologii. Bardziej zaawansowana technologicznie Genesis szybko wyprzedziła TG-16 pod względem sprzedaży i osiągnęła szczyt popularności w 1990 roku.
W tym samym roku Namco wydało takie tytuły jak: Kyuukai Douchuuki, World Stadium '90, Final Lap 2, Pistol Daimyo no Bouken, Souko Ban Deluxe, Dragon Saber, Steel Gunner, Rolling Thunder 2 oraz Golly! Ghost!. Firma stworzyła również niewydany ostatecznie prototyp gry Puzzle Club.
W 1991 roku Sega wydała Sonic the Hedgehog jako odpowiedź na zbliżającą się premierę nowej konsoli Super Nintendo Entertainment System od Nintendo.
W 1991 roku Nintendo wydało 16-bitową konsolę Super NES w celu rozpoczęcia rywalizacji z Genesis. Razem z konsolą dołączano grę Super Mario World, będącą nową odsłoną serii Mario. W okresie wakacyjnym tego samego roku reklamy Segi skupiały się na grze z jej nową maskotką Sonic the Hedgehog, reklamowaną jako „lepsza” alternatywa dla Mario firmy Nintendo. Rok ten uznaje się za początek wojny 16-bitowców.

### Wojny konsolowe: Sega kontra Nintendo i inni
Sega i Nintendo prowadziły intensywną rywalizację, aby uzyskać przewagę i dochody na rynku. Sega stworzyła termin marketingowy "Blast Processing", który miał podkreślać zaawansowaną technologię konsoli Genesis. Reklamy Segi były w tym czasie bardzo kontrowersyjne. Firma wykorzystywała slogany reklamowe typu "Genesis does what Nintendon't" (ang. Genesis robi to, co Nintendo nie).
Nintendo w odpowiedzi rozpoczęło promocję serii gier Mario, The Legend of Zelda, Star Fox, Super Metroid, a później także Donkey Kong Country i wielu innych tytułów na konsole Super NES oraz Game Boy. Sega wydała Sonic the Hedgehog 2 w 1992 (w Wielkiej Brytanii i USA gra ukazała się we „wtorek Sonica”), która stała się bardziej popularna niż część pierwsza. Krótko potem Nintendo wydało rozszerzone remake’i oryginalnych gier Super Mario z konsoli NES na Super NES, nazwane Super Mario All-Stars.
Gdy ukazała się gra Mortal Kombat i wywołała kontrowersje związane z brutalnością, Nintendo zdecydowało się ocenzurować część drastycznych elementów ze względu na wewnętrzne zasady firmy. Sega natomiast zrezygnowała z cenzury, co dodatkowo wzmocniło pozycję jej konsoli. Wersję Mortal Kombat dostępną na urządzenie Segi oceniano w prasie wyżej niż wariant na Super NES. W efekcie Nintendo zmieniło swoją politykę i przy kolejnym wydaniu serii – Mortal Kombat II – nie wprowadziło już cenzury.
Również czasopisma konkurowały ze sobą, wytykając konkurencyjnym systemom najdrobniejsze wady.
NEC reklamował konsolę TurboGrafx-16 za pomocą maskotki Bonk, przedstawiającej jaskiniowca z dużą głową, widocznego we wszystkich materiałach promocyjnych TurboGrafx od 1990 do 1994. Platforma została ciepło przyjęta w USA. Wersja japońska, PC Engine, również zdobyła popularność w Japonii, głównie dzięki licznym tytułom wprowadzanym na nowym wówczas nośniku – płytach CD-ROM. NEC wydał dodatek CD w 1990, a w 1992 wypuścił połączenie TurboGrafx i napędu CD-ROM, znane jako TurboDuo.
SNK również weszło na rynek konsol, wydając Neo Geo. Był to system bazujący na architekturze automatów, z kartridżami o większej pojemności niż u konkurencji i bogatą biblioteką gier zręcznościowych. Mimo wysokich kosztów zyskał wierne grono fanów i był produkowany do 2004 roku, co stanowi drugi najdłuższy okres wsparcia w historii konsol, tuż po Atari 2600.
W 1994 roku zakończono produkcję w Ameryce konsoli TurboGrafx-16 oraz jej połączenia z napędem CD, TurboDuo, z powodu niewielkiej liczby sprzedanych egzemplarzy. NEC w tym samym roku w Japonii wydał 32-bitową konsolę PC-FX. Planowano również premierę w Stanach Zjednoczonych, jednak na tamtejszym rynku pojawiły się już wydajniejsze systemy 3DO i Atari Jaguar, co skłoniło NEC do wycofania się z tego projektu.

### Dodatki
Nintendo, NEC i Sega rywalizowały ze sobą na polu rozszerzeń dla konsol. NEC jako pierwszy wydał takie urządzenie, wprowadzając w 1990 roku Turbo-Grafx CD. Cena 499,99 dolarów w momencie premiery była postrzegana jako zbyt wysoka, choć wpływ na nią miał sukces platformy w Japonii. Sega stworzyła dwa dodatki: Sega Mega-CD (w Stanach Zjednoczonych znane jako Sega CD) oraz Sega 32X, lecz żaden z nich nie zyskał szerszej popularności. Sega CD nie przyjęło się z powodu wysokiej ceny (około 300 dolarów) i ograniczonej liczby gier, natomiast 32X borykał się z problemami technicznymi oraz błędami kompatybilności, które uniemożliwiały jego użytkowanie z niektórymi modelami konsoli. Dodatkowo część sprzedawców nie była w stanie zapewnić stałej dostępności 32X, co utrudniało dotarcie urządzenia do szerszego grona odbiorców.
Nintendo również opracowało dwa rozszerzenia: Satellaview oraz Super Game Boy. Satellaview był serwisem satelitarnym dostępnym wyłącznie w Japonii, natomiast Super Game Boy pełnił funkcję „przejściówki”, pozwalającej na uruchamianie gier z przenośnej konsoli Game Boy na Super NES w kolorze.
Nintendo współpracowało ponadto z firmą Sony nad napędem opartym na CD-ROM dla Super NES, zbliżonym do rozwiązania Sega CD. Projekt został jednak anulowany przez Nintendo, które zdecydowało się wesprzeć firmę Philips, odpowiedzialną za niezbyt popularny system CD-i. Sony wykorzystało powstałe już rozwiązania i pod kierownictwem Kena Kutaragiego (twórcy procesora dźwiękowego SNES-a) wydało je jako „Sony PlayStation”. Wprowadzenie PlayStation znacząco zmniejszyło zainteresowanie CD-i, co przyczyniło się do wycofania systemu Philipsa z rynku w 1998 roku.

### Import gier do Europy

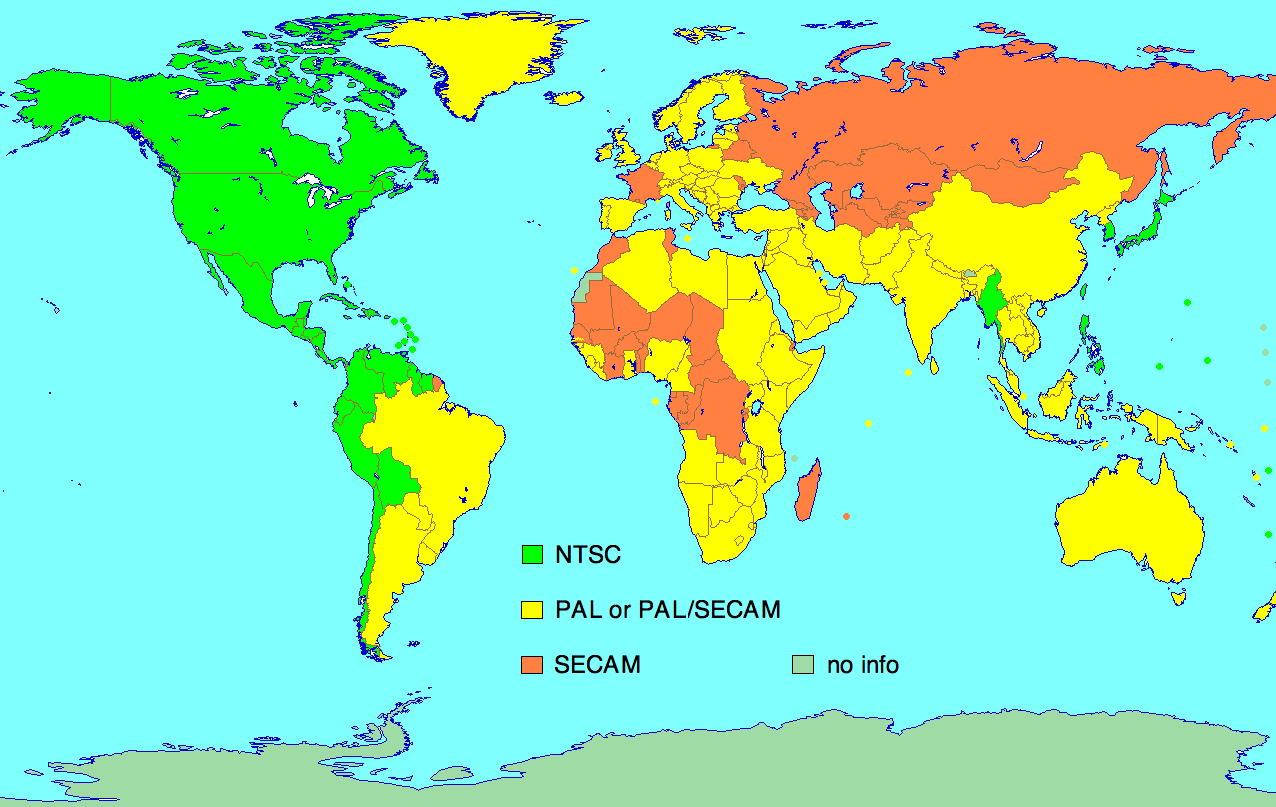
Standardy wyświetlania obrazu: jasnozielony – NTSC, żółty – PAL lub przechodzenie na PAL, pomarańczowy – SECAM, oliwny – brak informacji

Era 16-bitowców wiązała się w Europie z popularnością importowanych ze Stanów Zjednoczonych gier, głównie na konsolę SNES. Ze względu na różnice między systemami PAL i NTSC – przede wszystkim szybkość odświeżania 50 Hz (PAL) zamiast 60 Hz (NTSC) oraz wyższą rozdzielczość pionową (625 linii w stosunku do 525 w NTSC) – gry tworzone z myślą o NTSC bez odpowiedniej optymalizacji działały w Europie o około 17% wolniej, a na ekranie pojawiały się czarne pasy u góry i u dołu. Duże firmy, takie jak Konami, często dostosowywały swoje tytuły do standardu europejskiego, lecz mniejsi producenci rzadko to robili.
W Europie wydawano niewiele gier fabularnych (RPG) ze względu na koszty tłumaczenia na wiele języków. Objętość tekstu w grach RPG była na tyle duża, że wymagała stosowania pojemniejszych kartridżów, co dodatkowo podnosiło koszty. W Wielkiej Brytanii pojawiła się jednak pewna liczba gier tego gatunku, choć i tak wyraźnie mniejsza niż w Stanach Zjednoczonych czy Japonii.
Popularnym zjawiskiem stało się instalowanie w konsolach tzw. modchipów, które pozwalały omijać wbudowane zabezpieczenia regionalne. W związku z istnieniem układów takich jak Super FX i różnic w mechanizmach ochronnych, europejscy gracze musieli nierzadko nabywać kolejne konwertery lub „modyfikować” swoje urządzenia, by móc poprawnie uruchamiać importowane gry.
Do najczęściej sprowadzanych z USA tytułów należały m.in.:
- Final Fantasy IV
- Final Fantasy VI
- Secret of Mana
- Street Fighter II
- Chrono Trigger
- Super Mario RPG: Legend of the Seven Stars

### Wzrost znaczenia serii gier
Choć wiele popularnych serii rozpoczęło się już w erze 8-bitowców, dopiero w czasach 16-bitowców zyskały one globalną rozpoznawalność. Metroid, The Legend of Zelda, Star Fox, F-Zero, Dragon Quest, Final Fantasy, Seiken Densetsu (Secret of Mana), Sonic the Hedgehog, Front Mission, Donkey Kong, Street Fighter, Mortal Kombat i wiele innych odniosło największy sukces właśnie w czwartej generacji.
- Metroid: Super Metroid z 1994 roku (wydany na 24-megabitowym kartridżu SNES-a) był trzecią grą w tej serii. Pierwsza część ukazała się na NES w 1986, a druga na Game Boy w 1991. Rozgrywka polegała głównie na eksploracji rozległych labiryntów, przeplatając elementy akcji ze zbieraniem nowych zdolności postaci, Samus Aran. Ta odsłona przesądziła o dużej popularności serii, która kontynuowana była później na GameCube jako Metroid Prime.
- The Legend of Zelda: The Legend of Zelda: A Link to the Past zdobyła znacznie większe uznanie niż jej poprzedniczki na NES. Była jedną z nielicznych wówczas gier typu action-adventure na SNES. Bazowała na widoku z góry, zbliżonym do części pierwszej, łącząc elementy akcji z eksploracją i rozwiązywaniem zagadek.
- Dragon Quest: Seria cieszyła się największą popularnością w Japonii. Na Super Famicom ukazały się dwie jej części oraz remaki pierwszych trzech gier z Famicomu. Z serii tej wywodzi się też spin-off pt. Torneko's Great Adventure, zapoczątkowujący popularny cykl Fushigi no Dungeon firmy Chun Soft.
- Star Fox: Gra Star Fox (1993) była pierwszym tytułem na SNES wykorzystującym układ Super FX. Umożliwiał on generowanie trójwymiarowej grafiki, co czyniło ją jedną z najbardziej innowacyjnych produkcji swojej epoki. Wersję kontynuacyjną, Star Fox 2, anulowano ze względu na zbliżającą się premierę Nintendo 64.
- F-Zero: F-Zero (1991) to gra wyścigowa z futurystycznymi pojazdami osiągającymi bardzo wysokie prędkości. Była jedną z inspiracji dla późniejszej serii Wipeout tworzonej na konsole PlayStation.
- Final Fantasy: Wczesne części serii Final Fantasy ukazywały się nieregularnie na Zachodzie, jednak tytuły przeznaczone na SNES – zwłaszcza Final Fantasy IV i Final Fantasy VI – przyczyniły się do popularyzacji gatunku jRPG w Stanach Zjednoczonych i Europie.
- Seiken Densetsu: Seria, której część znana na Zachodzie jako Secret of Mana, pomogła spopularyzować hybrydę RPG i gry akcji. Niektóre planowane odsłony nie ukazały się poza Japonią z uwagi na wątki fabularne i wysokie koszty lokalizacji.
- Street Fighter: Bijatyka stworzona przez Capcom, która zyskała duże uznanie na automatach. Jej druga część, Street Fighter II, została wydana także na 16-bitowe konsole, przynosząc serii ogólnoświatową sławę.

### Pod koniec ery
W 1995 roku rozpoczął się schyłek ery 16-bitowców, gdyż Nintendo i Sega pracowały już nad kolejną generacją urządzeń, a Sony i Philips wprowadziły własne konsole o bardziej zaawansowanej, trójwymiarowej grafice, określane w prasie mianem „superkonsol”. Ostatnim rokiem, w którym 16-bitowce zachowały ponad 50-procentowy udział w rynku, był 1996.

### Czwarta generacja gier w Polsce
Ta generacja nie zyskała w Polsce tak dużego rozgłosu jak na Zachodzie, głównie z powodu nachodzenia się na ten okres tańszych systemów 8-bitowych oraz późniejszych, bardziej zaawansowanych konsol 32-bitowych a większa rozpoznawalność czwartej generacji rozpoczęła się od końca lat 90. dzięki emulacji i fanowskim tłumaczeniu ROMów. Pierwszym 16-bitowym systemem dystrybuowanym w Polsce była Sega Mega Drive, dostarczana od początku 1992 roku przez Nissho Iwai Corporation Warszawa, a drugim Super Nintendo – od 6 października 1994 roku przez Entertainment Systems Poland. W Polsce znacznie większą popularnością cieszył się system marki Sega z kilku powodów. Po pierwsze, wyższa była cena konsoli i gier konkurencyjnego Nintendo. Sprzęt obu producentów można było jednak kupować na raty, a zarówno konsole, jak i gry wypożyczać za opłatą, co stało się normą dla większości kolejnych systemów po Pegasusie, zarówno stacjonarnych, jak i przenośnych. Drugim powodem było szerokie piractwo występujące w przypadku Segi. Tańsze, podrobione wersje konsoli sprowadzano od 1993 roku na giełdy i do małych sklepów; urządzenia te pojawiały się w białych opakowaniach, wzorowanych na azjatyckich wydaniach. SNES natomiast mógł liczyć na większą promocję w czasopismach, na targach elektronicznych i w domach towarowych. Od 1995 roku w Polsce dostępne były również przystawki Mega-CD II oraz Sega 32X, jednak z powodów podobnych jak na Zachodzie (wysoka cena i ograniczona dostępność) niewielka liczba osób się na nie decydowała. Ostatecznie, grupa posiadacze SNESa, była szacowna na 5 000 do 15 000 a Mega Drive (wraz z klonami) od 40 000 do 80 000.
Podobnie jak w krajach Europy Zachodniej, w tym okresie nasilił się import z USA. W Polsce odbywało się to zazwyczaj za pośrednictwem niemieckich sklepów, które sprowadzały nie tylko używane gry w systemie PAL (najczęściej na Mega Drive), lecz także tytuły amerykańskie (głównie na SNES, np. Chrono Trigger czy Super Mario RPG), a także konsole dostępne wyłącznie za oceanem, jak Sega Nomad. Według dziennikarzy największym konkurentem 16-bitowych konsol w Polsce były komputery Amiga, oferujące zbliżone możliwości graficzne i podobną cenę. Przedsiębiorstwo Bobmark International, znane z dystrybucji konsol Pegasus, pełniło od 1994 roku rolę jednego z kilku poddystrybutorów Segi i wpadło na pomysł wprowadzenia 16-bitowego Power Pegasusa w celu zachęcenia posiadaczy 8-bitowego Pegasusa do przesiadki na nowszy system oraz ograniczenia piractwa. Sprzęt ukazał się jesienią 1995 roku, jednak nie odniósł takiego sukcesu jak poprzednik, co spowodowało powrót Bobmarku do dystrybucji oryginalnego Mega Drive'a. Ostatnie lata konsol 16-bitowych w Polsce to okres zmniejszającego się piractwa, ponieważ przeniosło się ono na platformy 32-bitowe, takie jak PlayStation. Ułatwieniem dla legalnych użytkowników było szybsze wydawanie nowych tytułów na rynek europejski oraz regularne recenzje w prasie branżowej. Aby dodatkowo zachęcić do zakupu, Bobmark – który na początku 1996 roku przejął wyłączne prawa do dystrybucji produktów Segi – sprzedawał Mega Drive'a w pakiecie z trzema klasycznymi grami, utrzymując wciąż niższą cenę niż w przypadku Super Nintendo. Ceny samych gier nie uległy jednak znaczącym zmianom. Według analityków rynkowych 8-bitowe i 16-bitowe systemy jeszcze do 1998 roku mogły pozostawać najchętniej wybieranymi platformami w byłym bloku wschodnim, niezagrożonymi przez konsole 32-bitowe.
Spośród innych urządzeń, w październiku 1991 roku pojawiła się w Polsce Amiga CDTV. Według ówczesnych dziennikarzy cena jej i oprogramowania była zbyt wysoka. Sprzęt zyskał większe zainteresowanie dopiero od połowy 1993 roku, kiedy jego cena zrównała się z kosztem komputera Amiga 500. Wówczas zaczęli interesować się nią polscy wytwórcy akcesoriów do sprzętu Commodore, co zaowocowało kilkoma urządzeniami, takimi jak np. interface joysticka. System CD-i zaprezentowano na Targach Konsumpcyjnych Jesień-92 w Poznaniu przez PHP Brabork, lecz nie trafił on wówczas do szerokiej sprzedaży. W 1995 roku Philips N.V we współpracy z Brabork rozpoczął w Kwidzynie produkcję odtwarzaczy CD-i na rynek zachodnioeuropejski. Dostępne w Polsce urządzenia sprowadzano głównie do większych sklepów w celach pokazowych i szkoleniowych. Dystrybutor podkreślał jednak brak większego zainteresowania polskiego oddziały Philips w większą inwestycję spowodowany niewielką liczbą programów oraz brakiem lokalizacji na język polski. W rezultacie najpopularniejszymi tytułami na CD-i były w Polsce filmy erotyczne. Prócz odtwarzaczy, płyty w tym formacie można było odtwarzać po zakupieniu legalnie dostępnych rozszerzeń dla PC i Amigi. Ostatnim wprowadzonym na polski rynek stacjonarnym urządzeniem okazało się Neo Geo CD, dostępne od początku 1996 roku za sprawą Consumer Electronics Trade.
Czwarta generacja przyniosła również kilka przenośnych systemów. Pierwszym wydanym w Polsce był Atari Lynx (koniec 1991 roku), oferujący początkowo 10 gier. Drugi model pojawił się około dwa lata później. Na przełomie lat 1992 i 1993 wprowadzono do sprzedaży tzw. Brick Game – prosty system zawierający gry typu Tetris czy Arkanoid, który dzięki niskiej cenie stał się najpopularniejszym urządzeniem przenośnym w kraju. W 1993 roku pojawił się Watara Supervision, wyróżniający się instrukcjami gier w języku polskim. Mniej więcej w tym samym czasie przedsiębiorstwo Bobmark wprowadziło klona Game Boya o nazwie Pegasus Game Boy, który jednak nie powtórzył sukcesu 8-bitowego Pegasusa. Następnym systemem stała się Sega Game Gear, zgodna z polskimi standardami telewizyjnymi, co umożliwiało stosowanie TV Tunera do odbioru kanałów telewizyjnych. Według dystrybutora akcesorium to kupowali najczęściej taksówkarze. Jako ostatni oficjalnie zadebiutował w Polsce Game Boy, 6 października 1994 roku, choć część graczy sprowadzała go prywatnie już od 1991. Zdaniem dystrybutora został dobrze przyjęty przez polskich odbiorców. Spośród trzech oficjalnie oferowanych w Polsce systemów przenośnych (Game Boy, Game Gear oraz Lynx) to urządzenie Nintendo sprzedawało się najlepiej, docierając do około 100 tysięcy użytkowników w kraju do października 1997 roku.

## Konsole czwartej generacji

### Konsole

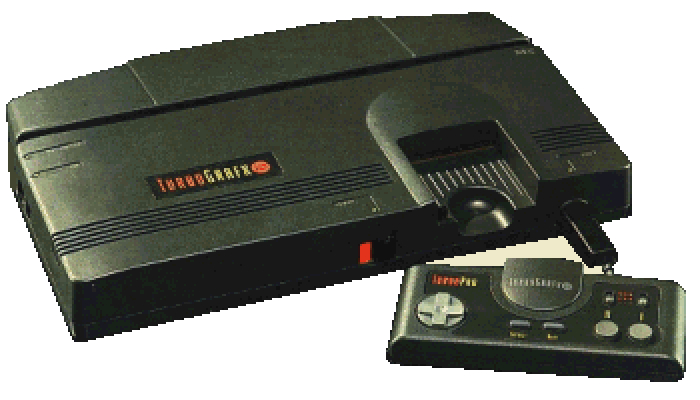
NEC PC Engine/TurboGrafx 16 1987–1996: Japonia 1989–1994: USA
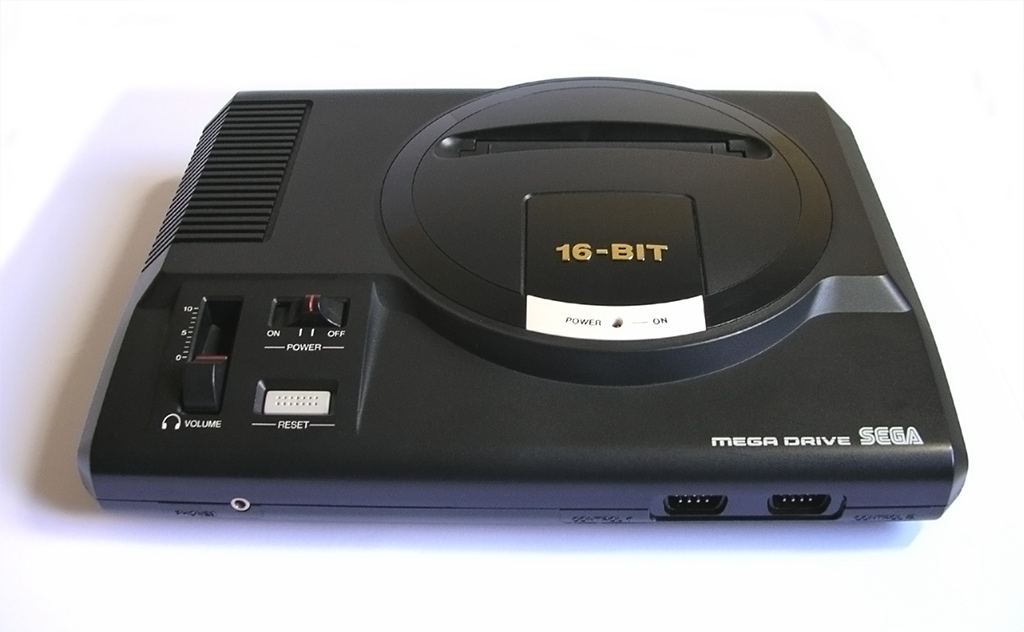
Sega Mega Drive/Genesis 1988–1996: Japonia 1989–1998: USA 1990–1998: część Europy 1992–1998: Polska
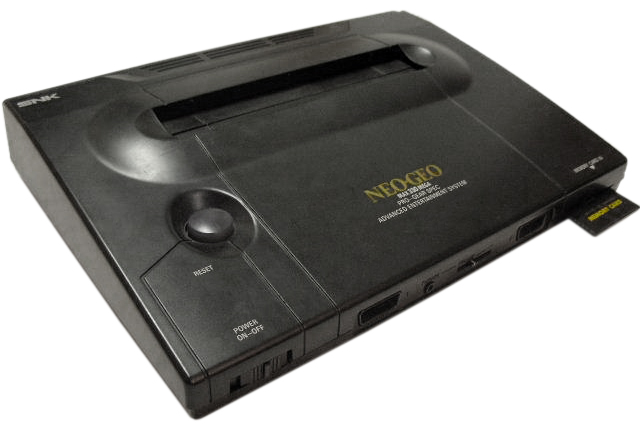
SNK Neo Geo (konsola) 1989–2004: Japonia 1990–2003: USA 1991–1996: Europa
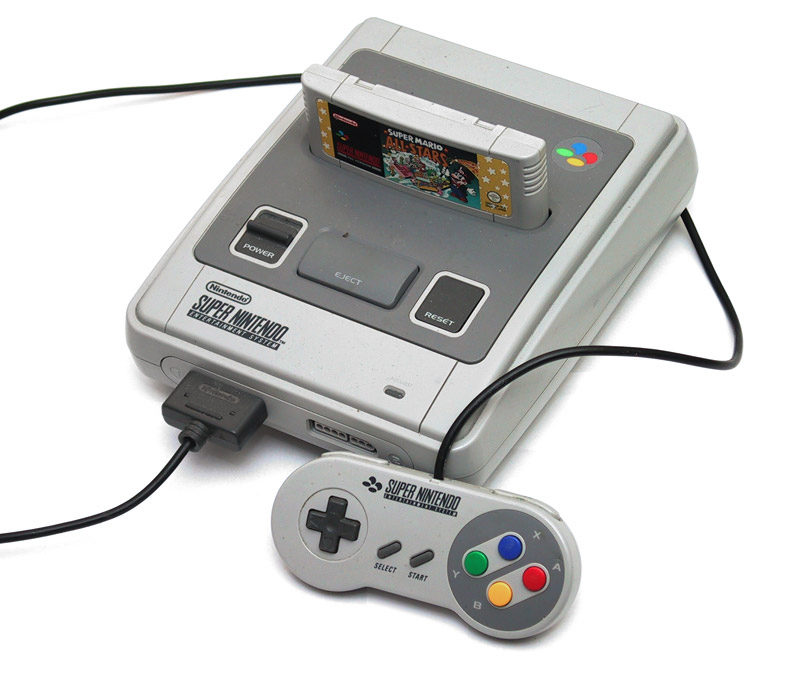
Super Famicom / Super Nintendo Entertainment System 1990–2003: Japonia 1991–1999: USA 1992–1998: część Europy 1994–1998: Polska
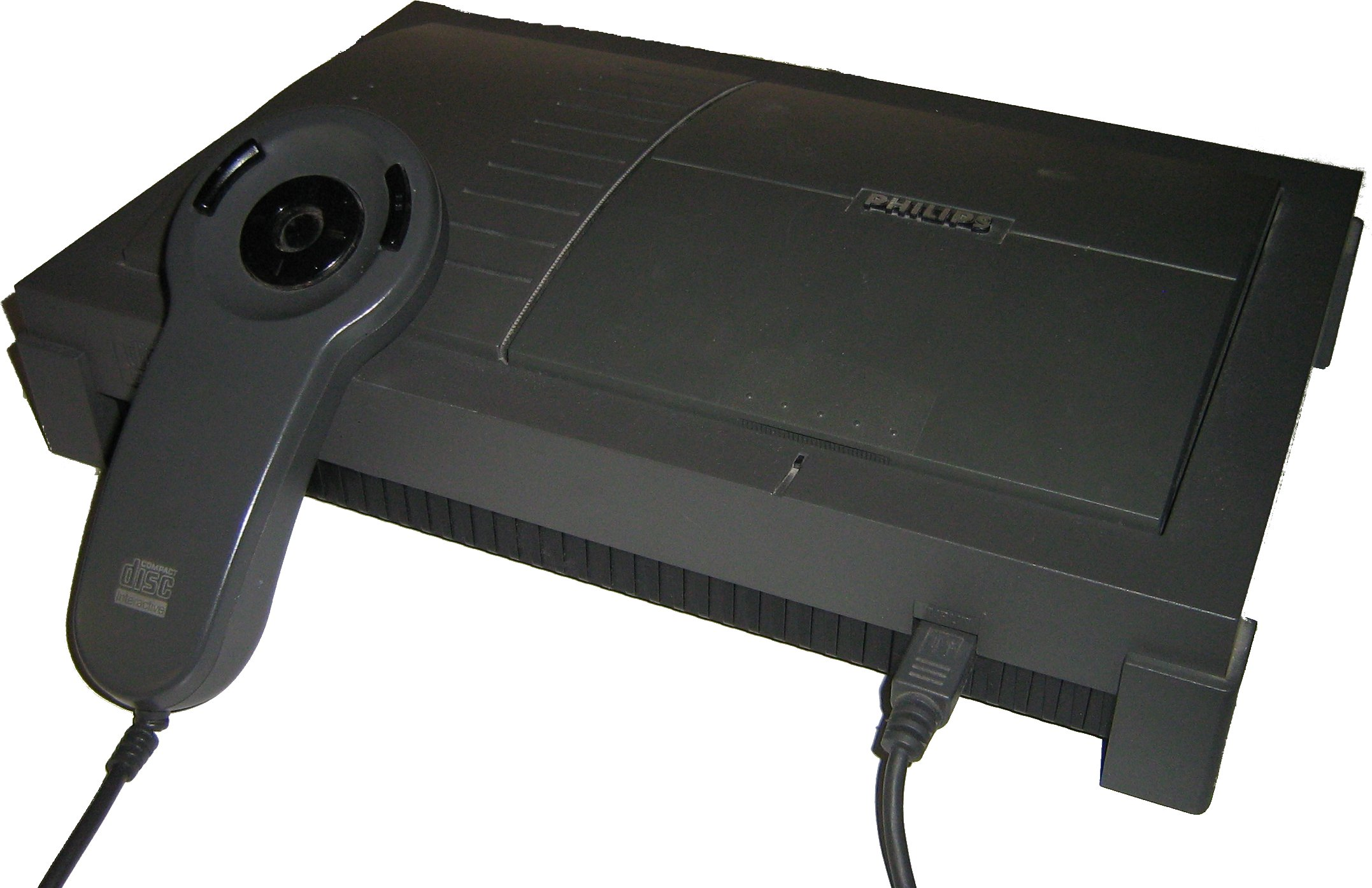
Philips CD-i
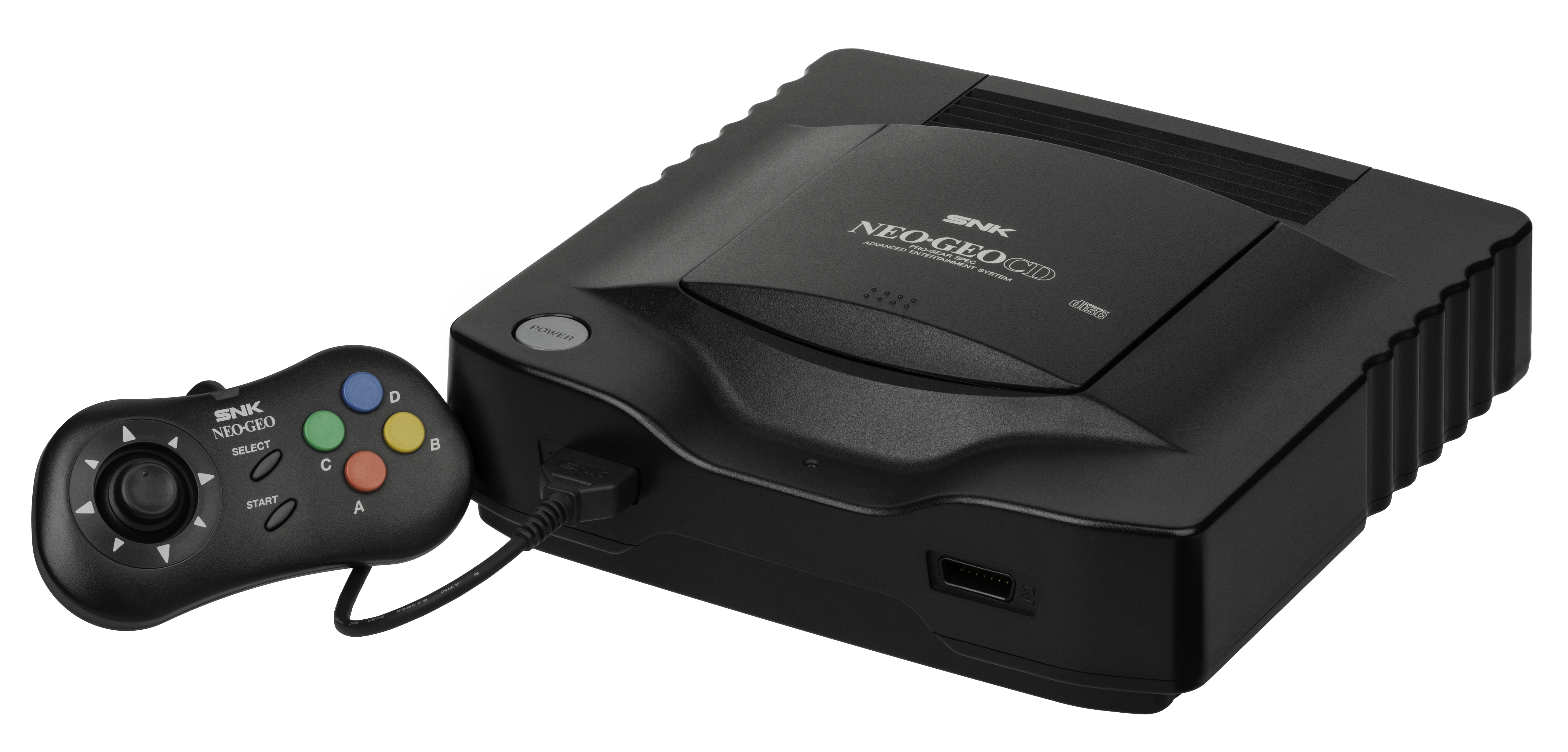
Neo Geo CD

- Sega Mega Drive/Genesis
1988–1996: Japonia
1989–1998: USA
1990–1998: część Europy
1992[7]–1998: Polska
- SNK Neo Geo (konsola)
1989–2004: Japonia
1990–2003: USA
1991–1996: Europa
- Super Famicom / Super Nintendo Entertainment System
1990–2003: Japonia
1991–1999: USA
1992–1998: część Europy
1994[8]–1998: Polska
- Philips CD-i
- Neo Geo CD

### Przenośne konsole

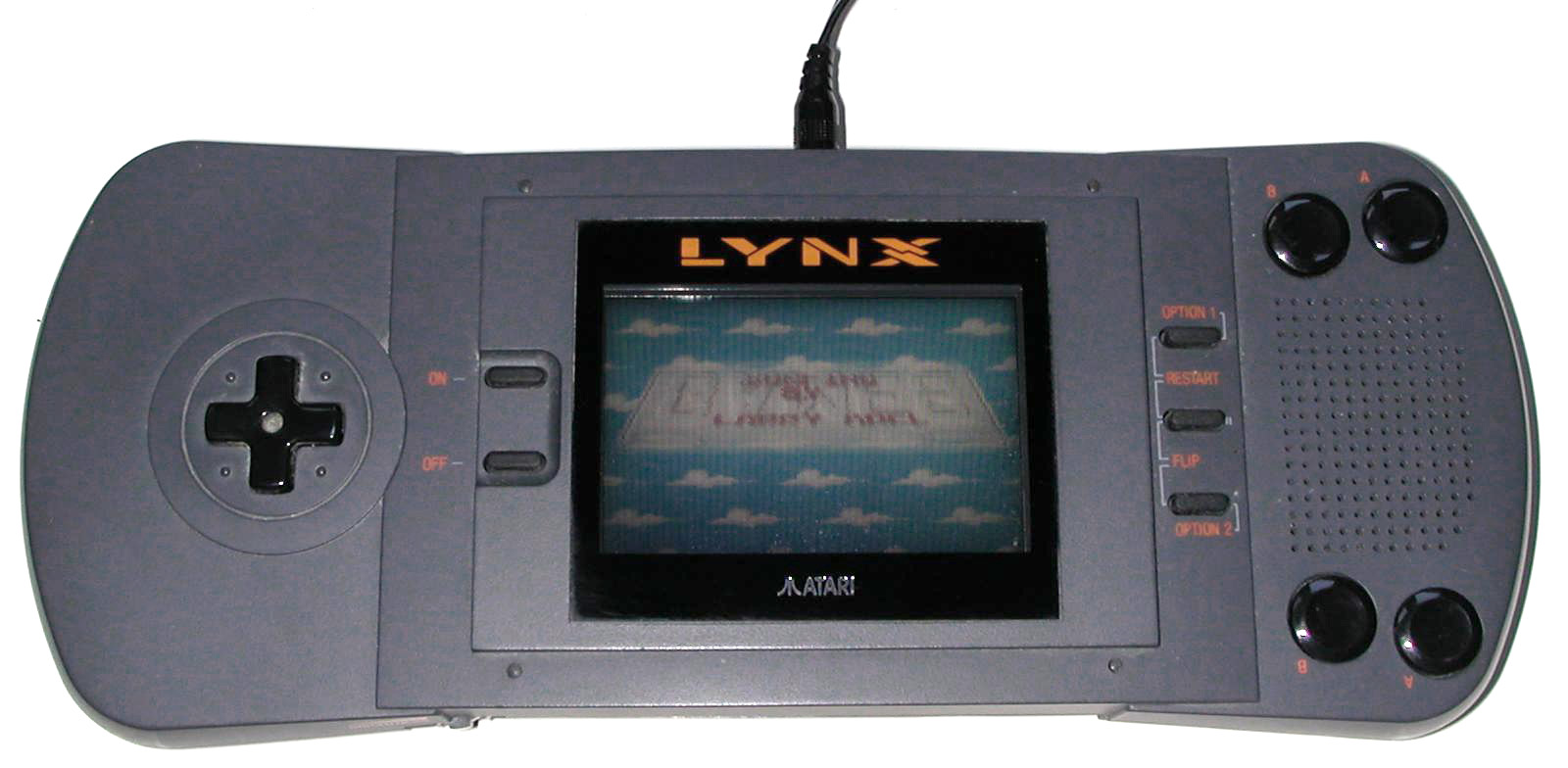
Atari Lynx 1989: USA 1990: część Europy 1991: Polska
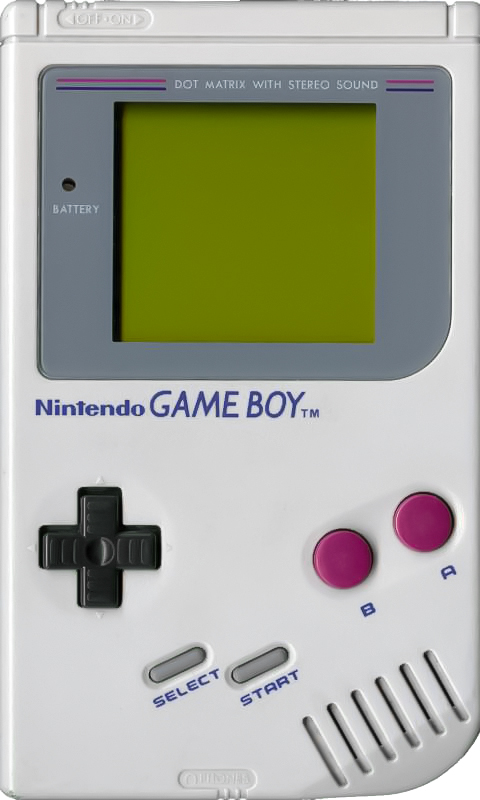
Game Boy 1989–1996: Japonia USA 1990–1996: część Europy 1994[8]–1996: Polska
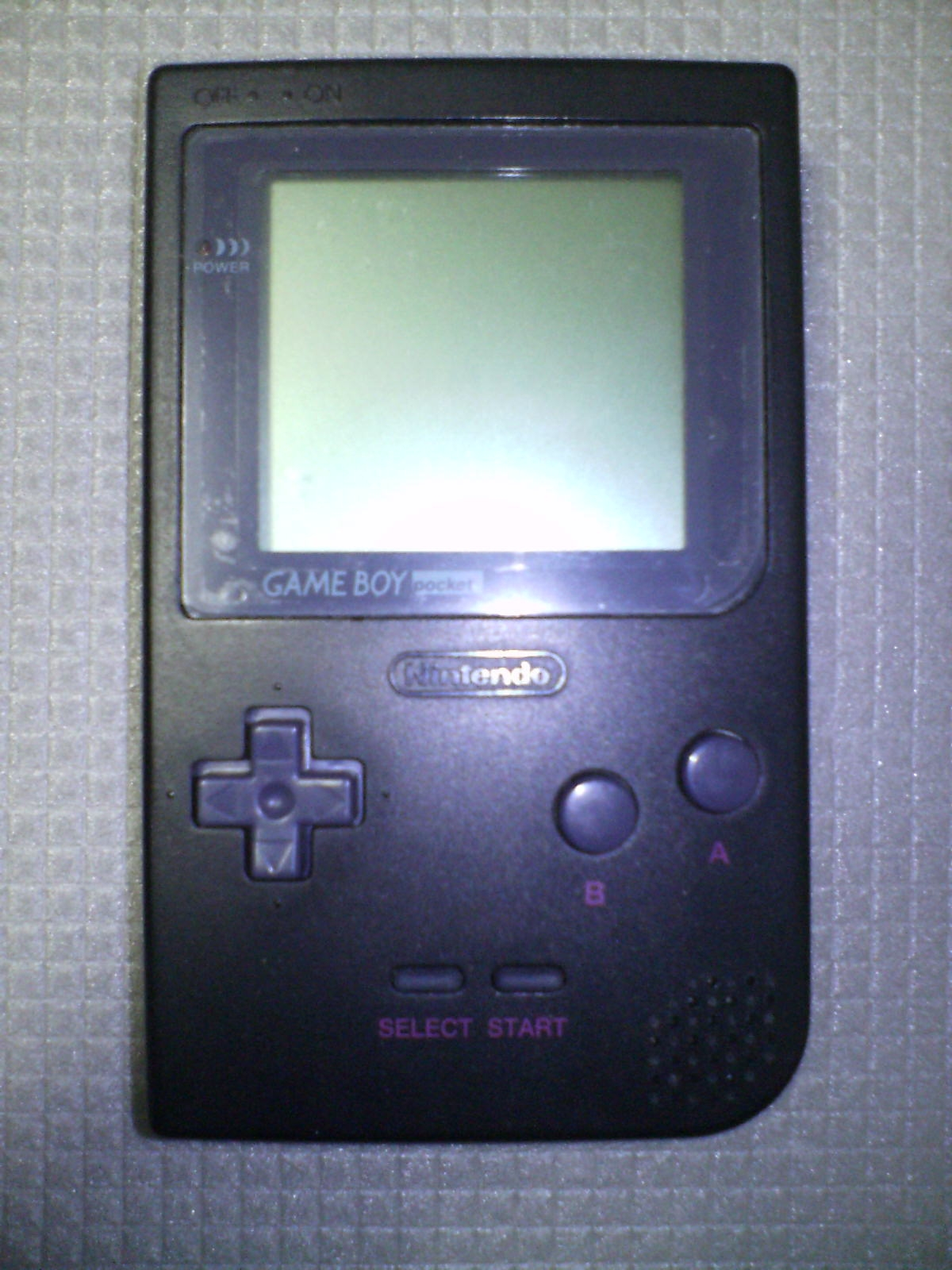
Game Boy Pocket 1996–1998: Japonia, USA, Europa
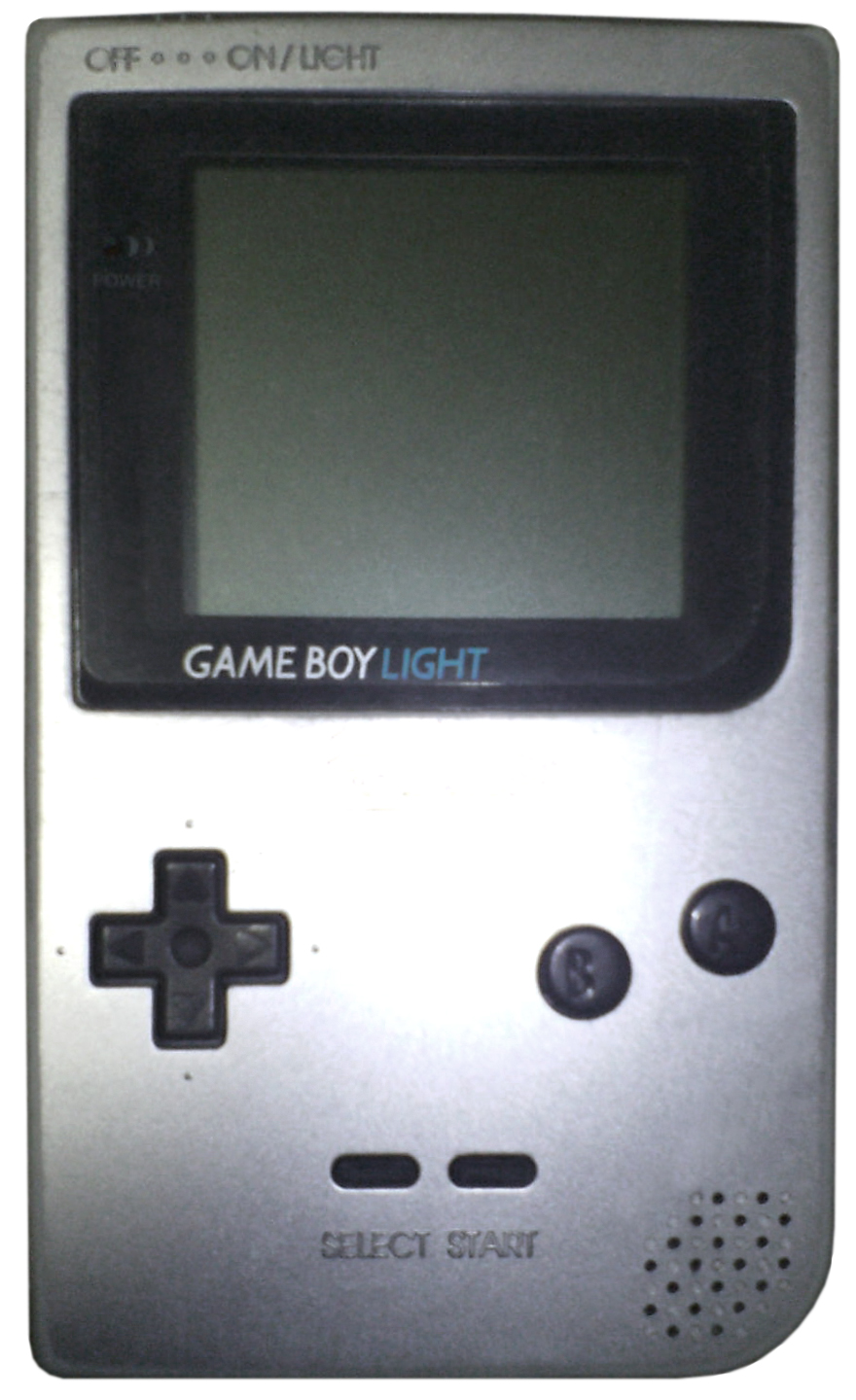
Game Boy Light 1997–1998: Japonia
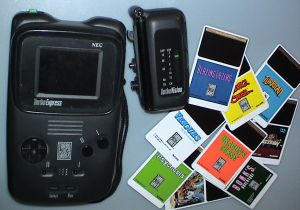
NEC TurboExpress/PC Engine GT 1990–1994: Japonia, USA
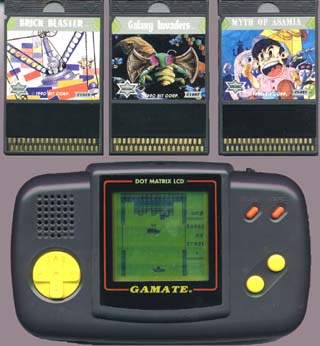
Gamate 1990
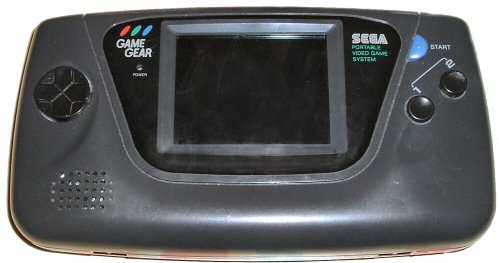
Sega Game Gear 1990–1997: Japonia 1991–1997: część Europy i USA 1994[5]–1997: Polska

### Rozszerzenia konsol
- Sega Mega-CD
1991–1996: Japonia
1992–1996: USA
1993–1996: część Europy
1995[13]–1996: Polska

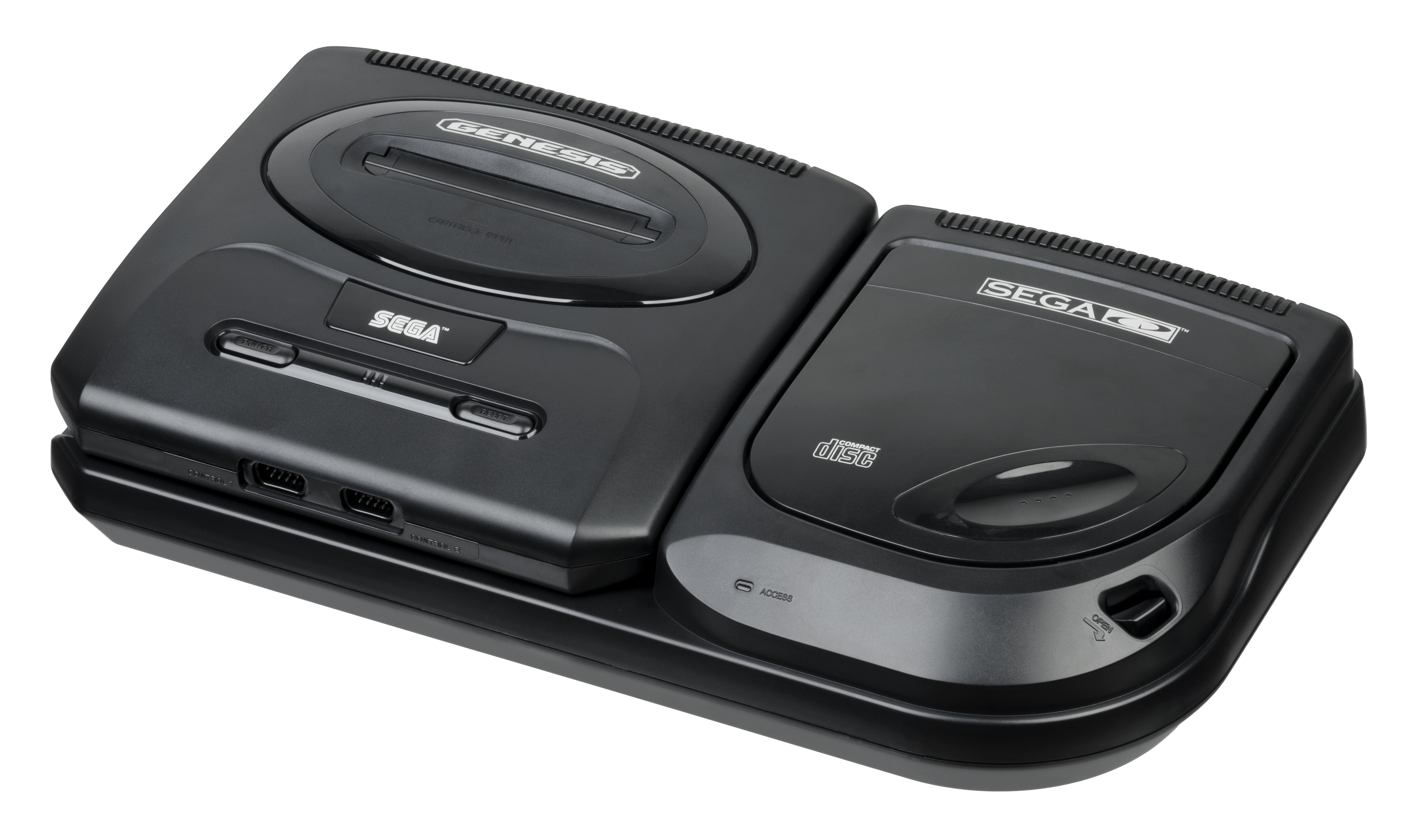
Sega 32X 1994–1996: Japonia, USA 1994[39]–1996: Europa 1995-1996: Polska
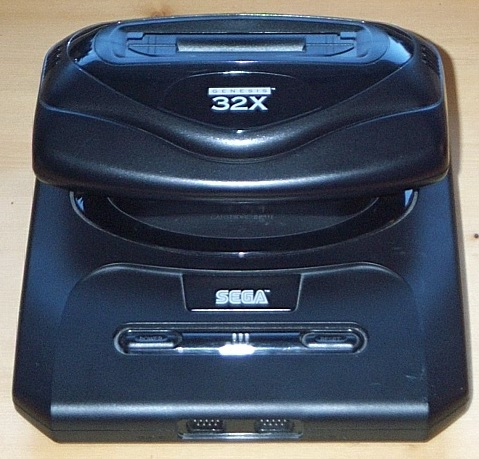
Sega 32X 1994–1996: Japonia, USA 1994–1996: Europa 1995-1996: Polska
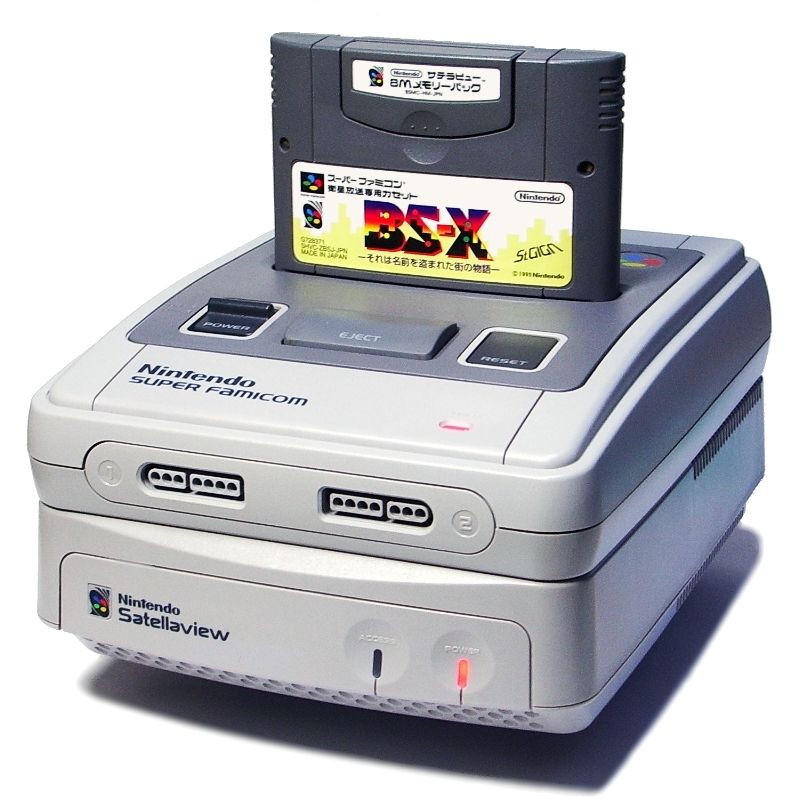
Satellaview 1995–2000: Japonia
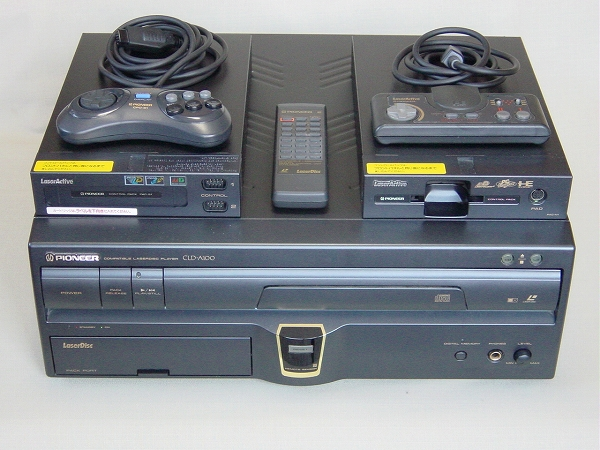
Pioneer LaserActive 1993–1996
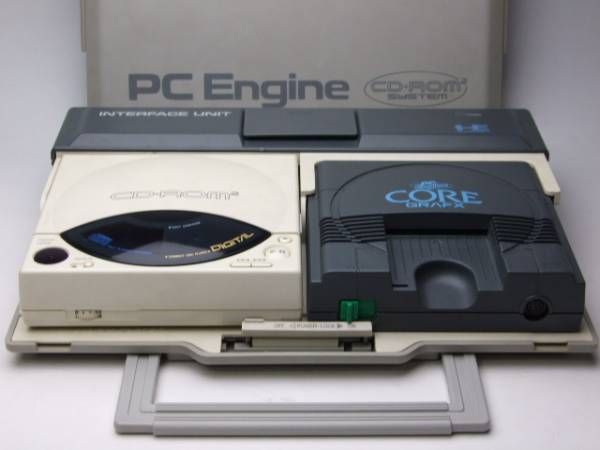
PC-Engine CD

## Serie gier zapoczątkowane w erze 16-bitowców
- Act Raiser
- Art of Fighting
- Breath of Fire
- Bubsy
- Bust-a-Move
- Cho Aniki
- Chrono Saga
- Donkey Kong Country
- Earthworm Jim
- Fatal Fury
- FIFA International Soccer
- Final Fight
- Fire Emblem[40]
- Front Mission
- F-Zero
- Ganbare Goemon
- Harvest Moon
- International Superstar Soccer
- Killer Instinct
- King of Fighters
- King of the Monsters
- Lost Vikings
- Mario Kart
- Mega Man X
- Metal Slug (gra zadebiutowała w roku 1996 na Neo Geo)
- Mortal Kombat
- NBA Jam
- NBA Live
- Ogre Battle
- Pocky & Rocky
- SaGa
- Samurai Shodown
- Seiken Densetsu
- Shining Force
- Sonic the Hedgehog
- Soul Blazer
- Star Fox
- Star Ocean
- Street Fighter
- Streets of Rage
- Tokimeki Memorial
- Tales
- Toe Jam & Earl
- Wario Land